# Empidornis semipartitus
L'uccello d'argento (Empidornis semipartitus (Ruppell, 1840)) è un uccello passeriforme facente parte della famiglia dei Muscicapidi, diffuso in Africa orientale. È l'unica specie nota del genere Empidornis.

## Descrizione
Piumaggio grigio argenteo sopra e arancione sgargiante sotto. Il suo abito giovanile ha macchie sgargianti dal contorno nero nelle parti superiori, di colore grigio scamosciato e di nero sulla gola e sul petto.

## Biologia

### Canto
Brevi cinguetti che assomigliano leggermente al tordo, a volte con la nota finale più alta e più acuta, eee-sleeur-eeee o sweet siursur-eet-seet; a volte anche un eep-eep churEErip, eep-eep cherip chch chchch eee più lungo, abbellito con note seep gracidanti.

## Distribuzione e habitat
La specie è diffusa in Africa orientale (Etiopia, Kenya, Sudan, Sudan del Sud, Tanzania e Uganda).